# Botschaft der Vereinigten Staaten in Bagdad

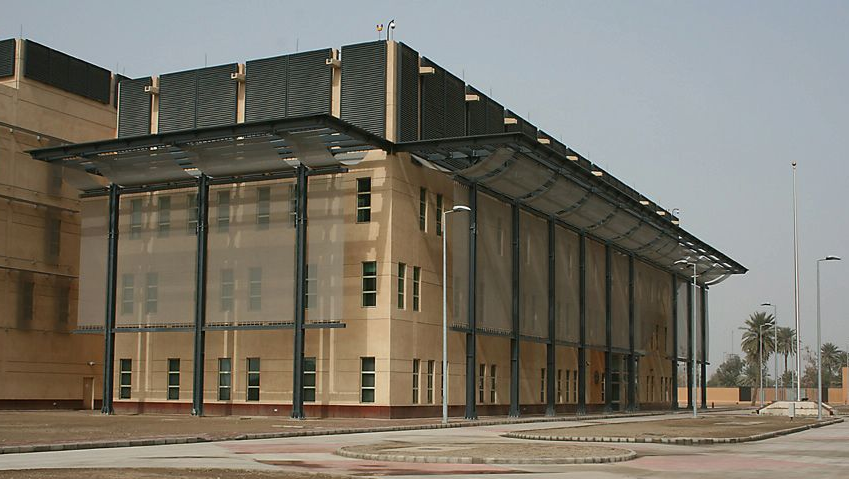
Die US-Botschaft in Bagdad

Die Botschaft der Vereinigten Staaten in Bagdad ist der Sitz der diplomatischen Vertretung der Vereinigten Staaten von Amerika (USA) im Irak. Botschafter ist Matthew H. Tueller seit dem 9. Juni 2019. Sie ist die größte diplomatische Einrichtung der USA im Ausland.
Das Gelände der Botschaft umfasst 42 ha und wurde erst im Januar 2009 nach einer Reihe von Bauverzögerungen eröffnet. Sie ersetzt das Botschaftsgebäude, das 2004 in der Bagdader sogenannten „Green Zone“ in einem früheren Palais von Saddam Hussein eingerichtet war. Der Neubau kostete 750 Millionen USD und beschäftigte 2012 bis zu 16.000 Mitarbeiter und Vertragsangestellte (Ortskräfte).
Am 31. Dezember 2019 wurde die Botschaft von Unterstützern der al-Haschd asch-Schaʿbī Miliz angegriffen. Die Gruppe erklärte, es handle sich um Vergeltung für US-Luftangriffe im Irak und Syrien.

## Geschichte

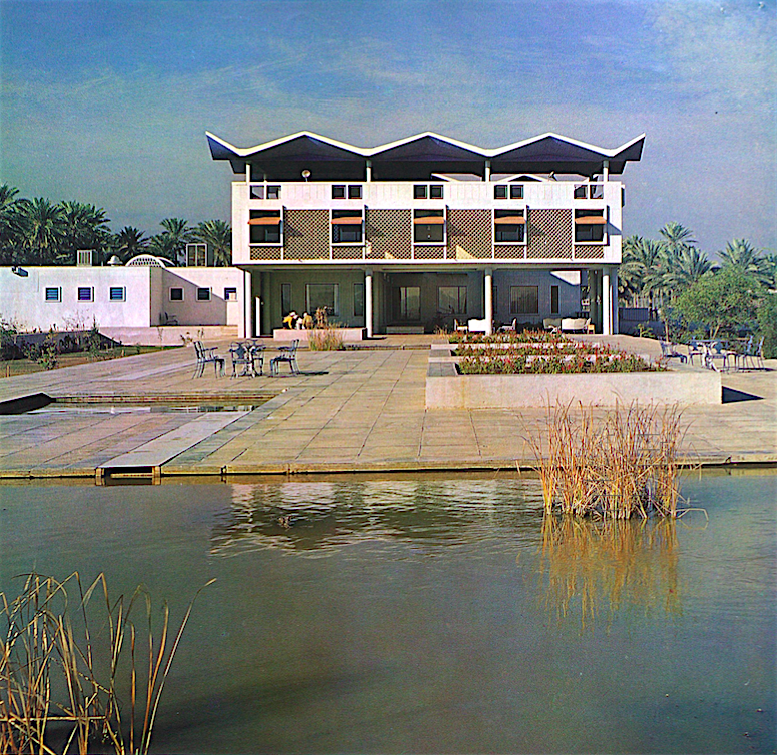
Die US-Botschaft von Josep Sert im Jahr 1961

Die Vereinigten Staaten nahmen bereits 1930 mit dem Irak diplomatische Beziehungen auf und hatten eine Mission in Bagdad. Die Legislatur wurde 1946 zur Botschaft aufgewertet. Josep Lluís Sert entwarf 1955 ein Botschaftsgebäude, das 1957 fertig gestellt wurde. Hauptaugenmerk war das Gebäude kühl zu halten; Sicherheitsaspekte spielten hingegen eine untergeordnete Rolle. In Folge des 6-Tage-Krieges brachen die Arabischen Staaten die diplomatischen Beziehungen zu den USA ab und das Gebäude wurde schließlich Sitz des Irakischen Außenministeriums. Die US-Mission agierte aus der ehemaligen Rumänischen Botschaft.